# Модуль (космонавтика)

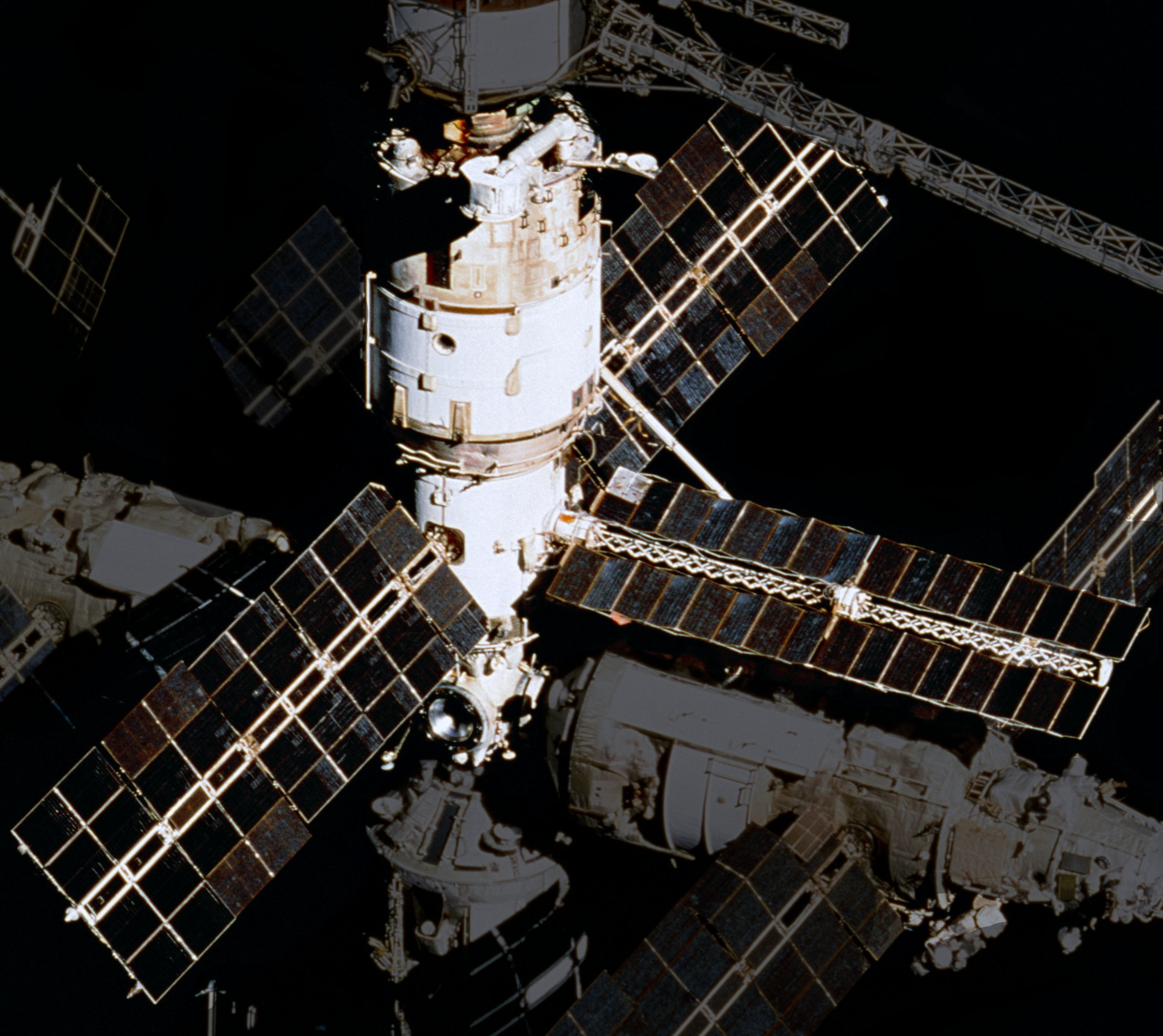
Базовый блок орбитальной станции «Мир» — первый в истории модуль многомодульной орбитальной станции.

Модуль в космонавтике — конструктивно законченная составная часть орбитального средства (например, орбитальной станции, космической платформы, межорбитального буксира), предназначенная для реализации целевых, управляющих или обеспечивающих функций самостоятельно или в составе орбитального средства. Это сложное высокотехнологичное устройство, состоящее из многих тысяч компонент, производство которого может продолжаться несколько лет, а стоимость достигать сотен миллионов долларов.
Модульная структура позволяет не только строить крупные орбитальные станции с помощью менее грузоподъёмных и более дешёвых ракет-носителей, но и заменять в случае необходимости выработавшие свой ресурс модули на новые (так, в 2021 году модуль МКС «Пирс» был заменён на «Науку»).
В случае начала освоения человеком других небесных тел, вероятно появление модулей — элементов баз: лунных, марсианских и так далее. Имеющиеся проекты лунных и марсианских баз предусматривают модульную архитектуру.
Некоторые автоматические межпланетные станции при подходе к цели назначения разделяются на орбитальный и посадочный модуль. Термин «модуль служебных систем» применяется также для космических платформ.

## Многомодульные орбитальные станции
Первой многомодульной орбитальной станцией стала советская станция «Мир» (1986—2001), состоявшая в финальной конфигурации из семи постоянных модулей, к которым несколько раз пристыковывался американский модуль «Спейсхэб».
Второй (с 1998) стала Международная космическая станция, состоящая из 17 модулей, сгруппированных в сегменты (российский, американский, планируемый «Аксиом»),
Третьей (с 2022) — китайская космическая станция «Тяньгун», на 2023 год состоящая из трёх модулей.
Все эти станции расположены или были расположены на орбите Земли. На орбите Луны планируется станция Gateway, модули которой (в том числе PPE, HALO, ESPIRIT, I-HAB) находятся в фазе проектирования и производства.
В стадии проектирования и изготовления находятся также десятки модулей планируемых станций на орбите Земли — «Аксиом», РОСС, «Орбитальный риф».

## Стыковка модулей
Друг с другом и с прибывающими космическими кораблями модули стыкуются через расположенные на них стыковочные узлы; каждый модуль имеет от 1 до 6 стыковочных узлов. Существует несколько несовместимых систем стыковки, с внутренними диаметрами от 80 до 127 см. Для стыковки модулей и кораблей с разными стыковочными системами применяются специальные адаптеры (Герметичный стыковочный переходник, Международный стыковочный адаптер).
После пристыковки нового модуля к станции, экипаж подключает его к информационному, энергетическому и воздушному контурам станции.
Модули с максимальным (6) числом стыковочных узлов:
- сведённые с орбиты: базовый блок советской станции «Мир»;
- в полёте (все — в составе МКС): «Node-1» (изготовитель — Boeing), «Node-2», «Node-3» (изготовитель — Alenia Aeronautica/Thales Alenia Space), «Причал»;
- созданные, но не запущенные: Node-4;
- планируемые: «Причал» — аналог одноимённого модуля МКС.

## Типы
По функциональности, модули орбитальных станций бывают:
- cлужебными (базовыми) — с системами жизнеобеспечения экипажа, двигательными системами и системами ориентации станции, например, «Звезда»;
- шлюзовыми — для выхода в открытый космос, например, «Поиск», и для запуска малых спутников, внешнего экспонирования материалов или выброса мусора («Бишоп»);
- жилыми, туристическими (модуль проживания);
- научными, экспериментальными, лабораторными («Наука»);
- стыковочными («Рассвет») — для пристыковки грузовых и пилотируемых кораблей;
- узловыми («Причал», «Гармония») — для соединения большого числа модулей и также пристыковки кораблей;
- обзорными («Купол»);
- двигательными (модуль временного управления);
- технологическими (производственными), например «Кристалл»;
- энергетическими (НЭМ);
- складскими, снабженческими (герметичный многофункциональный модуль).

Один модуль может совмещать в себе несколько данных функций.
По конструкционным признакам модули могут быть трансформируемыми (например, BEAM), составными (например, «Кибо»).

## Устройство
Как правило, модули орбитальных станций имеют внутренний герметичный объём от 10 до 100 и более кубометров, ограниченный металлической оболочкой толщиной порядка 3 мм с внешней теплоизоляцией. Часть этого объёма, ограниченная панелями, является жилой, в ней поддерживается непрерывная циркуляция воздуха. Во многих модулях имеются иллюминаторы. В составе крупных модулей могут иметься герметичные адаптеры (отсеки), отделяемые от остальной части модуля внутримодульными люками и способные служить шлюзами для внекорабельной деятельности.
Наличие герметичного объёма не всегда является характерным признаком модуля: так, ферма МКС Z1 герметичный объём имеет, однако модулем не называется.
Внешняя поверхность модулей оборудуется поручнями для страховки во время выходов в открытый космос. На ней крепятся солнечные панели, теплообменники, манипуляторы, складские негерметичные платформы, видеокамеры, двигатели ориентации и коррекции орбиты, датчики, узлы космической связи и прочее внешнее оборудование.
Большинство модулей или имеют цилиндрическую форму, или составлены из нескольких соосных цилиндров разного диаметра.

## Макеты
Вместе с запускаемыми модулями создаются их полноразмерные макеты, для наземных тренировок космонавтов. Так, макеты всех модулей станции «Мир» и МКС были в частности изготовлены для Гидролаборатории ЦПК имени Юрия Гагарина.

## Производители модулей
Основные производители модулей:
- ГКНПЦ имени Хруничева
- РКК «Энергия»
- Thales Alenia Space
- Boeing
- Китайская аэрокосмическая научно-техническая корпорация